# استیو هالند (مربی فوتبال)
استیو هالند (انگلیسی: Steve Holland؛ زادهٔ ۳۰ آوریل ۱۹۷۰) یک مربی فوتبال اهل انگلستان است. وی هم اکنون در تیم ملی فوتبال انگلستان به دستیار نخست گرت ساوتگیت مشغول به فعالیت می باشد.
از باشگاه‌هایی که در آن بازی کرده‌است می‌توان به باشگاه فوتبال نورتویچ ویکتوریا، باشگاه فوتبال بری، و دربی کانتی اشاره کرد.

## افتخارات
آکادمی چلسی
- لیگ برتر فوتبال آکادمی انگلستان (۱): ۲۰۱۰–۱۱

چلسی
- لیگ برتر فوتبال انگلستان (۱): ۱۵–۲۰۱۴
- جام حذفی فوتبال انگلستان (۱): ۲۰۱۲
- جام اتحادیه باشگاه‌های انگلستان (۱): ۲۰۱۵
- لیگ قهرمانان اروپا (۱): ۲۰۱۲
- لیگ اروپا (۱): ۲۰۱۳